# FC Twente in het seizoen 2011/12 (vrouwen)
Het seizoen 2011/2012 was het 5e jaar in het bestaan van de Vrouwentak van de Enschedese voetbalclub FC Twente. De Tukkers waren titelhouder in de Nederlandse Eredivisie en namen verder deel aan het toernooi om de KNVB beker en de UEFA Women's Champions League 2011/12. Voor het eerst sinds het eerste seizoen startte FC Twente met een nieuwe trainer. John van Miert volgde Mary Kok-Willemsen op, die hoofd vrouwenvoetbal werd. Na een half jaar kreeg Van Miert een andere functie bij de club en nam Arjan Veurink het over.

## Selectie en technische staf
Trainer Arjan Veurink had in zijn selectie de beschikking over een tweetal doelvrouwen. International Sari van Veenendaal en nieuwkomer Danielle de Serriere. In de verdediging staat nieuweling Blakely Mattern in het centrum met Kirsten Bakker of Larissa Wigger. Op de rechtsachter positie was er de keus uit Maud Roetgering en Félicienne Minnaar. Op linksachter de Belgisch international Lorca Van De Putte en jeugdinternational Siri Worm, die op meerdere posities in het veld uit de voeten kon.
Het middenveld bestond uit aanvoerder Ashley Nick en Maayke Heuver, aangevuld met Marloes Hulshof, Marthe Munsterman of Tessa Klein Braskamp, die aan haar eerste seizoen in de hoofdmacht begon. In de voerhoede is er de keus uit de internationals Ellen Jansen, Anouk Dekker, die na de winterstop aanvoerder werd, Marlous Pieëte en nieuwkomer Shanice van de Sanden. Daarnaast waren ook Suzanne de Kort en Joyce Mijnheer beschikbaar voor de aanvallende posities.
| Nr. |                           | Naam                  | Positie      | Leeft. | Seiz. |
| --- | ------------------------- | --------------------- | ------------ | ------ | ----- |
| 1   | Vlag van Nederland        | Sari van Veenendaal   | doelvrouw    | 21     | 2     |
| 2   | Vlag van Nederland        | Félicienne Minnaar    | verdediger   | 22     | 4     |
| 3   | Vlag van Verenigde Staten | Blakely Mattern       | verdediger   | 22     | 1     |
| 4   | Vlag van Nederland        | Kirsten Bakker        | verdediger   | 19     | 3     |
| 5   | Vlag van België           | Lorca Van De Putte    | verdediger   | 23     | 5     |
| 6   | Vlag van Nederland        | Marloes Hulshof       | middenvelder | 21     | 4     |
| 7   | Vlag van Nederland        | Shanice van de Sanden | aanvaller    | 18     | 1     |
| 8   | Vlag van Verenigde Staten | Ashley Nick           | middenvelder | 23     | 2     |
| 9   | Vlag van Nederland        | Anouk Dekker          | middenvelder | 24     | 5     |
| 10  | Vlag van Nederland        | Maayke Heuver         | middenvelder | 21     | 4     |
| 11  | Vlag van Nederland        | Marlous Pieëte        | aanvaller    | 22     | 5     |
| 12  | Vlag van Nederland        | Maud Roetgering       | verdediger   | 19     | 3     |
| 13  | Vlag van Nederland        | Joyce Mijnheer        | aanvaller    | 18     | 2     |
| 14  | Vlag van Nederland        | Suzanne de Kort       | aanvaller    | 21     | 3     |
| 15  | Vlag van Nederland        | Siri Worm             | verdediger   | 19     | 4     |
| 16  | Vlag van Nederland        | Marthe Munsterman     | middenvelder | 18     | 2     |
| 17  | Vlag van Nederland        | Ellen Jansen          | aanvaller    | 18     | 4     |
| 18  | Vlag van Nederland        | Larissa Wigger        | middenvelder | 19     | 4     |
| 19  | Vlag van Nederland        | Tashira Renfurm       | aanvaller    | 17     | 1     |
| 20  | Vlag van Nederland        | Tessa Klein Braskamp  | middenvelder | 17     | 1     |
| 33  | Vlag van Verenigde Staten | Danielle de Seriere   | doelvrouw    | 22     | 1     |

| Naam              | Functie                         |
| ----------------- | ------------------------------- |
| Arjan Veurink     | Hoofdtrainer                    |
| Theo Wigger       | Assistent-trainer / teammanager |
| Roy Elferink      | Keeperstrainer / videoanalist   |
| Arjan Veurink     | Techniektrainer                 |
| Henk-Jan Klooster | Teamarts                        |
| Liseth Oosterveld | Fysiotherapeut                  |
| Ellen Hemel       | Fysiotherapeut                  |
| Joop Visscher     | Materiaalverzorger              |

| v. Veenendaal Minnaar Mattern Bakker Van De Putte Hulshof Heuver Nick vd Sanden Dekker Pieëte |
| Meest gebruikelijke formatie.                                                                 |

### Analyse selectie
| Nationaliteit    | Vlag van Nederland | Vlag van Verenigde Staten | Vlag van België | Totaal Spelers |
| ---------------- | ------------------ | ------------------------- | --------------- | -------------- |
| Selectie Spelers | 17                 | 3                         | 1               | 21             |
| Eigen jeugd      | 11                 | -                         | -               | 11             |

## Transfers

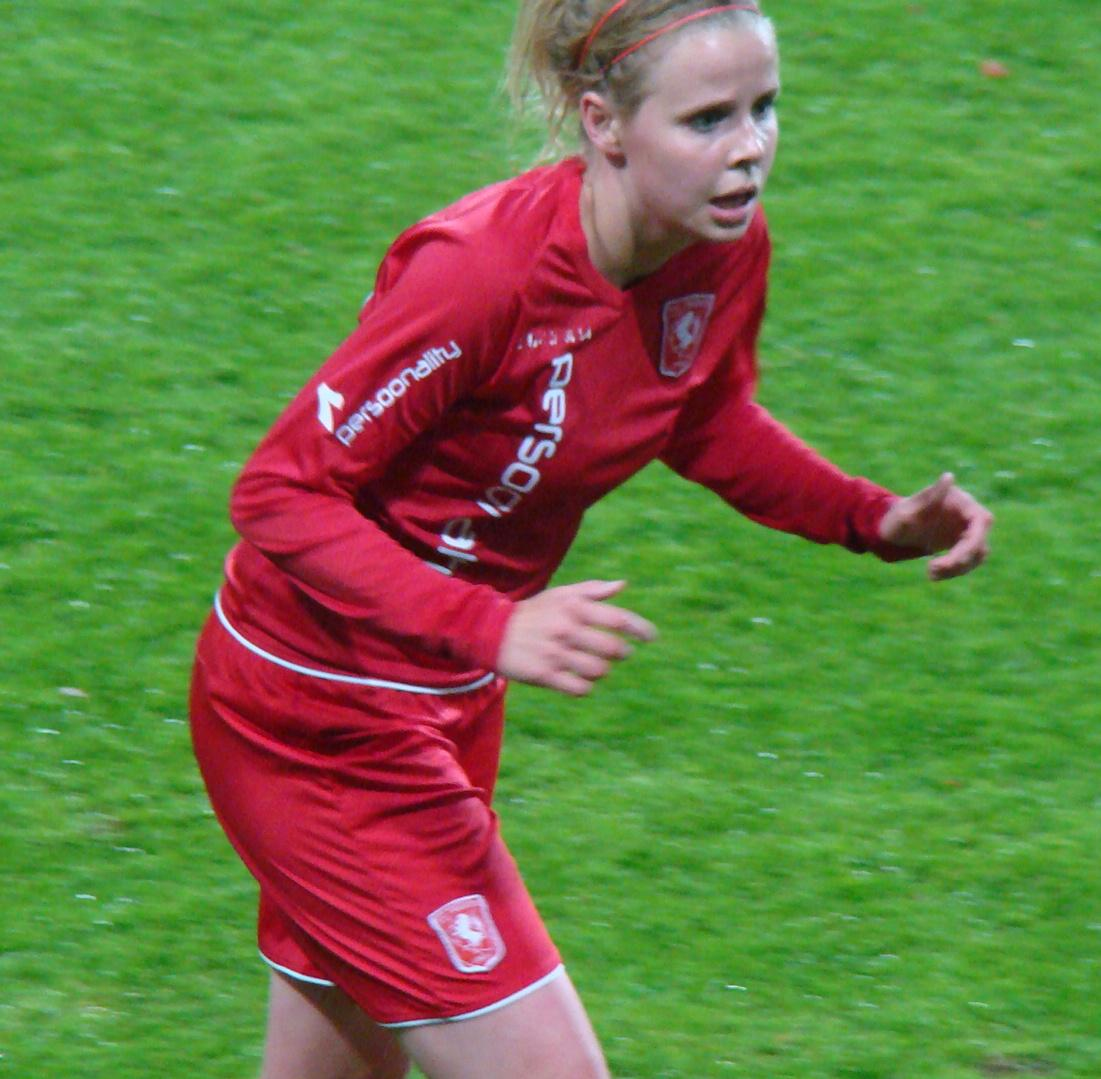
Carmen Bleuming vertrok naar FC Zwolle.

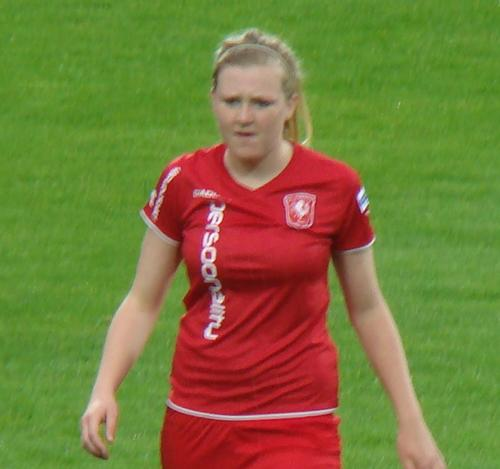
Ines Roessink vervolgde haar carrière bij SV Saestum.

De eerste nieuwe aanwinst voor dit seizoen was Shanice van de Sanden. Ze komt over van sc Heerenveen. Tessa Klein Braskamp kwam over van het beloftenelftal. Daarnaast werd met Danielle de Seriere een nieuwe doelvrouw vastgelegd en kwam Blakely Mattern de achterste linie versterken.
Jolijn Heuvels vertrekt naar FC Zwolle en ook Tiffany Loeven en Marianne van Brummelen vertrekken bij de club. Begin augustus besloot daarnaast Marloes de Boer om een punt achter haar carrière te zetten. Ook in de technische staf was er een mutatie. Mary Kok-Willemsen legde de functie van trainer neer en werd hoofd vrouwenvoetbal binnen de club. John van Miert volgde haar op, die zelf weer na een half seizoen opgevolgd werd door Arjan Veurink. Tashira Renfurm maakte in de winterstop de overstap van het beloftenelftal naar het eerste.

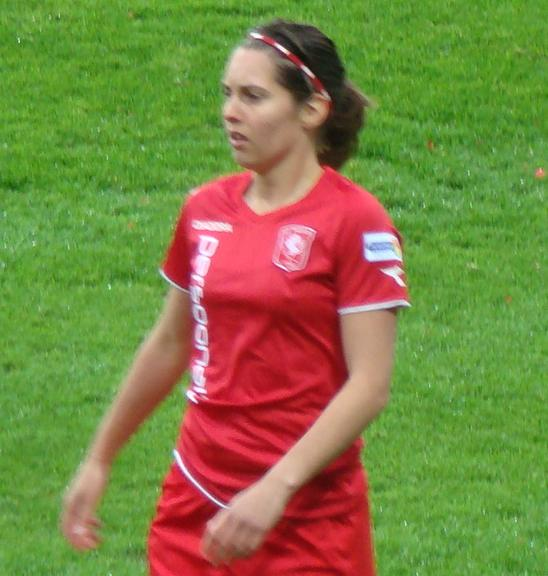
Jolijn Heuvels tekent bij de provinciegenoot FC Zwolle.

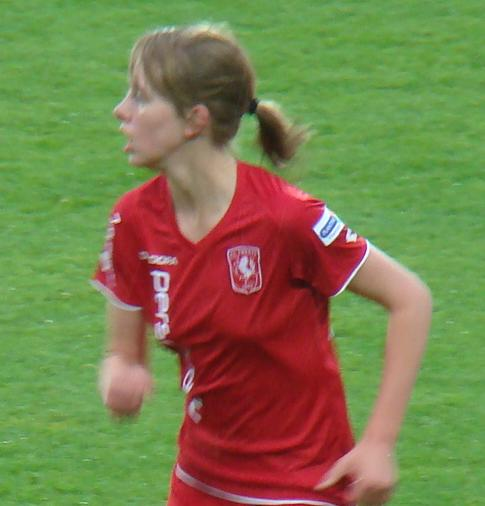
Marianne van Brummelen vertrekt na twee seizoenen bij FC Twente.

### Aangetrokken

#### Spelers
| Nr. | Nat. | Naam                  | Leeft. | Van                             | Type         | Periode | Contract tot | Transfersom |
| --- | ---- | --------------------- | ------ | ------------------------------- | ------------ | ------- | ------------ | ----------- |
| 7   | NL   | Shanice van de Sanden | 18     | sc Heerenveen                   | Transfervrij | Zomer   | medio 2012   | n.v.t.      |
| 20  | NL   | Tessa Klein Braskamp  | 17     | vv ATC '65 (Beloften FC Twente) | Transfervrij | Zomer   | medio 2012   | n.v.t.      |
| 33  | US   | Danielle de Seriere   | 22     | UC Urvine                       | Transfervrij | Zomer   | medio 2012   | n.v.t.      |
| 3   | US   | Blakely Mattern       | 22     | Charlotte Eagles                | Transfervrij | Zomer   | medio 2012   | n.v.t.      |
| 19  | NL   | Tashira Renfurm       | 18     | vv ATC '65 (Beloften FC Twente) | Transfervrij | Winter  | medio 2012   | n.v.t.      |

#### Technische staf
| Functie | Nat. | Naam           | Leeft. | Van                | Type         | Periode | Contract tot | Transfersom |
| ------- | ---- | -------------- | ------ | ------------------ | ------------ | ------- | ------------ | ----------- |
| TC      | NL   | John van Miert | 49     | Vv ATC '65         | Transfervrij | Zomer   | onbekend     | n.v.t.      |
| TC      | NL   | Arjan Veurink  | 25     | Beloften FC Twente | Transfervrij | Winter  | onbekend     | n.v.t.      |

### Vertrokken

#### Spelers
| Nr. | Nat. | Naam                   | Leeft. | Naar      | Type           | Periode | Transfersom | Wed. | Dlpt. |
| --- | ---- | ---------------------- | ------ | --------- | -------------- | ------- | ----------- | ---- | ----- |
| 1   | NL   | Tiffany Loeven         | 21     | DTS Ede   | Einde contract | Zomer   | n.v.t.      | 47   | 0     |
| 13  | NL   | Jolijn Heuvels         | 24     | FC Zwolle | Einde contract | Zomer   | n.v.t.      | 36   | 1     |
| 21  | NL   | Marianne van Brummelen | 19     | FC Zwolle | Einde contract | Zomer   | n.v.t.      | 36   | 5     |
| 6   | NL   | Marloes de Boer        | 29     | Gestopt   | Einde contract | Zomer   | n.v.t.      | 44   | 3     |

#### Technische staf
| Functie | Nat. | Naam               | Leeft. | Naar                      | Type         | Periode | Transfersom |
| ------- | ---- | ------------------ | ------ | ------------------------- | ------------ | ------- | ----------- |
| TC      | NL   | Mary Kok-Willemsen | 33     | FC Twente                 | Transfervrij | Zomer   | n.v.t.      |
| TC      | NL   | John van Miert     | 49     | Voetbalacademie FC Twente | Transfervrij | Winter  | n.v.t.      |

## Het seizoen

### De voorbereiding
In de voorbereiding op het seizoen werd er uitsluitend tegen Duitse clubs geoefend. Zo werden Bundesliga-clubs als SG Essen-Schönebeck, Bayer 04 Leverkusen en Hamburger SV verslagen. Ook deed de club mee aan de RWE Cup in het Duitse Rees. Zonder puntverlies en zonder tegendoelpunten werd de groepsfase overleeft. In de kruisfinale werd FC Twente uitgeschakeld na een strafschoppenreeks tegen 1. FC Lokomotive Leipzig. Het duel zelf was in een 0-0 gelijkspel geëindigd. Uiteindelijk werd het toernooi met een vijfde plaats afgesloten. Gedurende de gehele voorbereiding werd er geen een keer verloren door de ploeg van trainer John van Miert.

### Eerste seizoenshelft
FC Twente opende het seizoen tegen Standard Fémina de Liège in het kader van de BeNe SuperCup, die voor het eerst gespeeld werd. De Belgen bleken veel effectiever dan Twente en wonnen met 4-1 in Venlo. Een paar dagen later speelde de ploeg wederom in Venlo. Tegen VVV-Venlo werd een 1-2-overwinning geboekt in het eerste competitieduel door een tweetal treffers van Anouk Dekker. In speelronde twee werd FC Utrecht in De Grolsch Veste met 1-0 verslagen door een doelpunt van Marlous Pieëte. Ook de uitwedstrijd tegen FC Zwolle werd winnend afgesloten. Doelpunten van Dekker en Pieëte waren goed voor een 0-2 winst.
Eind september debuteerde Twente in de UEFA Women's Champions League. Tegen het Russische Rossiyanka ging de ploeg in De Adelaarshorst te Deventer met 0-2 onderuit door twee doelpunten in de slotfase. Ook in Rusland verloor de ploeg van John van Miert in de slotfase. Ditmaal werd het 1-0 en daarmee was FC Twente uitgeschakeld in het toernooi.
De competitie werd hervat met een thuiswedstrijd tegen Telstar. De bezoekers kwamen al vroeg op voorsprong via Priscilla de Vos, maar na rust bracht Maayke Heuver de ploegen vanaf elf meter weer op gelijke hoogte. In de laatste minuut zorgde Pieëte ervoor dat ook deze wedstrijd gewonnen werd en de ploeg in de competitie nog altijd zonder puntverlies was. Daarop volgde een nederlaag bij ADO Den Haag (3-1), dat twee weken later de koppositie overnam. Na ook de thuiswedstrijd van sc Heerenveen gewonnen te hebben (2-1) was FC Twente na alle ploegen een keer getroffen te hebben terug te vinden op de tweede plaats, met een punt achterstand op ADO Den Haag.
De tweede wedstrijd tegen VVV-Venlo werd net als de eerste winnend afgesloten. Zowel Anouk Dekker als Marlous Pieëte scoorden hun vijfde doelpunt van de competitie (2-0). Een week later werd ook FC Utrecht voor de tweede maal verslagen, ditmaal met doelpunten van Kirsten Bakker en Lorca Van De Putte. De laatste wedstrijd voor de winterstop was een thuiswedstrijd tegen FC Zwolle. Deze werd echter afgelast, waarmee de winterstop begon. FC Twente stond nog steeds tweede met een punt achterstand op ADO Den Haag. Nummer drie FC Utrecht volgde met acht punten achterstand op de Tukkers.

### Tweede seizoenshelft
De tweede seizoenshelft werd begonnen met een nieuwe trainer. Omdat John van Miert een functie kreeg in de voetbalacademie van FC Twente, schoof de club Arjan Veurink door vanuit het beloftenelftal. Onder zijn leiding werd begonnen met een 4-0-overwinning op FC Zwolle en werd de eerste plek heroverd. Een verliespartij uit bij SC Telstar VVNH had nog geen directie gevolgen voor de koppositie. Ondertussen werd ook aan het bekertoernooi begonnen. Hoofdklasser GSVV The Knickerbockers werd met 0-5 verslagen in de achtste finale. In de competitie had ADO Den Haag inmiddels de koppositie overgenomen, doordat FC Twente in die periode niet in actie kwam. De Hagenezen werden in eigen huis met 2-0 verslagen, maar Den Haag bleef nog aan kop. In de kwartfinales van de beker werd sc Heerenveen met 0-4 verslagen, maar in de competitie volgde een 0-0 gelijkspel tegen de Friezen. Het zou het begin zijn van een mindere serie, die deels geweten kan worden aan de grote blessuregolf waarmee het elftal te maken kreeg. In de beker werd van VVV-Venlo verloren na strafschoppen en in de competitie volgden gelijke spelen tegen Heerenveen en VVV. Daarna volgden nederlagen tegen FC Utrecht en FC Zwolle. SC Telstar VVNH werd nog wel verslagen in eigen huis, maar ook het slotduel tegen ADO Den Haag ging verloren. Ondanks de mindere reeks eindigde FC Twente op een tweede plek in de competitie.

## Wedstrijden

### Oefenduels
| oefenduel 1                                                                                  | SG Essen-Schönebeck                          | 0 - 2 (0 - 1)                 | FC Twente                                                                | Selectie FC Twente: |  |  |  |  |  |
| za. 2 juli 2011 Aanvangstijd: 14:00 uur Plaats: Essen Sportpark Am Hallo                     |                                              | 0 - 1 0 - 2                   | Kirsten Bakker Marlous Pieëte                                            | BASISOPSTELLING: Van Veenendaal - Roetgering, Minnaar, Bakker, Van De Putte - Heuver, Hulshof, De Kort - Mijnheer, Dekker, Pieëte WISSELS: Klein Braskamp Westervelt Stronks |  |  |  |  |  |
|                                                                                              |                                              |                               |                                                                          | |  |  |  |  |  |
| RWE Cup                                                                                      | FC Twente                                    | 1 - 0                         | VfL Bochum                                                               | |  |  |  |  |  |
| zo. 7 augustus 2011 Plaats: Rees                                                             |                                              |                               |                                                                          | |  |  |  |  |  |
|                                                                                              |                                              |                               |                                                                          | |  |  |  |  |  |
| RWE Cup                                                                                      | FC Twente                                    | 2 - 0                         | SC 07 Bad Neuenahr                                                       | |  |  |  |  |  |
| zo. 7 augustus 2011 Plaats: Rees                                                             |                                              |                               |                                                                          | |  |  |  |  |  |
|                                                                                              |                                              |                               |                                                                          | |  |  |  |  |  |
| RWE Cup                                                                                      | FC Twente                                    | 4 - 0                         | SV Eilendorf                                                             | |  |  |  |  |  |
| zo. 7 augustus 2011 Plaats: Rees                                                             |                                              |                               |                                                                          | |  |  |  |  |  |
|                                                                                              |                                              |                               |                                                                          | |  |  |  |  |  |
| RWE Cup                                                                                      | FC Twente                                    | 1 - 0                         | Borussia Dortmund                                                        | |  |  |  |  |  |
| zo. 7 augustus 2011 Plaats: Rees                                                             |                                              |                               |                                                                          | |  |  |  |  |  |
|                                                                                              |                                              |                               |                                                                          | |  |  |  |  |  |
| RWE Cup                                                                                      | FC Twente                                    | 0 - 0                         | 1. FC Lokomotive Leipzig                                                 | |  |  |  |  |  |
| zo. 7 augustus 2011 Plaats: Rees                                                             |                                              | Leipzig w.n.s.                |                                                                          | |  |  |  |  |  |
|                                                                                              |                                              |                               |                                                                          | |  |  |  |  |  |
| RWE Cup                                                                                      | FC Twente                                    | 1 - 0                         | Bayer 04 Leverkusen                                                      | |  |  |  |  |  |
| zo. 7 augustus 2011 Plaats: Rees                                                             |                                              |                               |                                                                          | |  |  |  |  |  |
|                                                                                              |                                              |                               |                                                                          | |  |  |  |  |  |
| RWE Cup                                                                                      | FC Twente                                    | 1 - 0                         | FC Rekclinghausen                                                        | |  |  |  |  |  |
| zo. 7 augustus 2011 Plaats: Rees                                                             |                                              |                               |                                                                          | |  |  |  |  |  |
| oefenduel 9                                                                                  | Hamburger SV                                 | 0 - 2 (0 - 2)                 | FC Twente                                                                | Selectie FC Twente: |  |  |  |  |  |
| vr. 12 augustus 2011 Aanvangstijd: 18:30 uur Plaats: Hamburg Anlage HSV-Ochsenzoll           |                                              | 0 - 1 0 - 2                   | 16' Anouk Dekker 40' Maayke Heuver                                       | BASISOPSTELLING: Van Veenendaal - Minnaar, Mattern, Bakker, Van De Putte - Heuver, Nick, De Kort - Mijnheer, Dekker, Pieëte WISSELS: De Seriere Van Veenendaal Roetgering Minnaar Klein Braskamp Mattern Hulshof Heuver Munsterman Dekker Westervelt Mijnheer |  |  |  |  |  |
| oefenduel 10                                                                                 | VfL Wolfsburg                                | 1 - 1 (1 - 1)                 | FC Twente                                                                | Selectie FC Twente: |  |  |  |  |  |
| zo. 14 augustus 2011 Aanvangstijd: 12:00 uur Plaats: Wolfsburg VfL-Stadion                   | Nadine Keßler 45'                            | 0 - 1 1 - 1                   | 4' Maayke Heuver                                                         | |  |  |  |  |  |
| oefenduel 11                                                                                 | Club Brugge                                  | 0 - 5                         | FC Twente                                                                | Selectie FC Twente: |  |  |  |  |  |
| za. 5 november 2011 Aanvangstijd: 14:30 uur Plaats: Eindhoven Sportcomplex De Weide Blik     |                                              | 0 - 1 0 - 2 0 - 3 0 - 4 0 - 5 | Joyce Mijnheer Marlous Pieëte                                            | BASISOPSTELLING: Van Veenendaal - Roetgering, Minnaar, Mattern, Van De Putte - Hulshof, Munsterman, Nick - Mijnheer, Dekker, Pieëte WISSELS: 46' Bakker Mattern 46' Worm Munsterman 60' Klein Braskamp Minnaar |  |  |  |  |  |
| oefenduel 12                                                                                 | RCD Espanyol                                 | 1 - 4 (1 - 0)                 | FC Twente                                                                | Selectie FC Twente: |  |  |  |  |  |
| ma. 20 februari 2012 Aanvangstijd: 18:45 uur Plaats: Barcelona Trainingscomplex FC Barcelona | n.b. 20'                                     | 1 - 0 1 - 1 1 - 2 1 - 3 1 - 4 | 65' Maayke Heuver 67' Marlous Pieëte 76' Anouk Dekker 80' Joyce Mijnheer | BASISOPSTELLING: De Seriere - Roetgering, Mattern, Bakker, Worm - Klein Braskamp, Munsterman, Nick - Westervelt, De Kort, Mijnheer RESERVEBANK: Van Veenendaal, Minnaar, Van De Putte, Heuver, Hulshof, Dekker, Renfurm, Pieëte, Van de Sanden, Wigger, Jansen WISSELS: 46' Renfurm Bakker 60' Van de Sanden Worm 60' Dekker Nick 60' Hulshof Munsterman 60' Minnaar Westervelt 60' Pieëte De Kort 60' Heuver Mijnheer 63' Mijnheer Van de Sanden          |  |  |  |  |  |
| oefenduel 13                                                                                 | FC Barcelona                                 | 2 - 1 (1 - 1)                 | FC Twente                                                                | Selectie FC Twente: |  |  |  |  |  |
| wo. 22 februari 2012 Aanvangstijd: 20:30 uur Plaats: Barcelona Trainingscomplex FC Barcelona | n.b. 25' n.b. 72'                            | 1 - 0 1 - 1 2 - 1             | 31' Marlous Pieëte                                                       | BASISOPSTELLING: Van Veenendaal - Minnaar, Mattern, Bakker, Van De Putte - Heuver, Hulshof, Nick - Van de Sanden, Dekker, Pieëte RESERVEBANK: De Seriere, Roetgering, Worm, Klein Braskamp, Munsterman, De Kort, Renfurm, Mijnheer, Westervelt, Wigger, Jansen WISSELS: 51' Mijnheer Van de Sanden 53' Klein Braskamp Bakker 57' Roetgering Minnaar 60' Renfurm Van De Putte 64' Munsterman Hulshof 71' Worm Nick 71' De Kort Dekker 80' Westervelt Pieëte |  |  |  |  |  |
| oefenduel 14                                                                                 | FC Twente                                    | 2 - 2 (1 - 0)                 | SG Essen-Schönebeck                                                      | Selectie FC Twente: |  |  |  |  |  |
| za. 3 maart 2012 Plaats: Hengelo FC Twente-trainingscentrum                                  | Shanice van de Sanden 22' Joyce Mijnheer 65' | 1 - 0 1 - 1 2 - 1 2 - 2       | 58' n.b. 82' n.b.                                                        | BASISOPSTELLING: De Seriere - Minnaar, Mattern, Bakker, Van De Putte - Worm, Hulshof, Nick - Van de Sanden, Dekker, Mijnheer WISSELS: Roetgering De Kort Wigger Stronks |  |  |  |  |  |
|                                                                                              |                                              |                               |                                                                          | |  |  |  |  |  |

### BeNe SuperCup
| finale | FC Twente       | 1 - 4 (0 - 2)                 | Standard Fémina de Liège                                                | Selectie FC Twente: |
| di. 30 augustus 2011 Aanvangstijd: 19:30 uur Plaats: Venlo Seacon Stadion - De Koel - Toeschouwers: 1.500 Scheidsrechter: Mw. S. de Jong | Ashley Nick 55' | 0 - 1 0 - 2 1 - 2 1 - 3 1 - 4 | 33' Aline Zeler 45' Lieke Martens 67' Maria-Laura Aga 69' Lieke Martens | BASISOPSTELLING: Van Veenendaal - Roetgering, Minnaar, Bakker, Van De Putte - Nick , Dekker, Hulshof - Heuver, Pieëte, Van de Sanden RESERVEBANK: De Seriere, Munsterman, Klein Braskamp, De Kort, Jansen, Mijnheer, Renfrum WISSELS: 56' Jansen Roetgering |
| - Shanice van de Sanden maakte haar debuut bij FC Twente.                                                                                |                 |                               |                                                                         | |
| |                 |                               |                                                                         | |

### Eredivisie
| 1e speelronde | VVV-Venlo                                                                                        | 1 - 2 (0 - 0)                             | FC Twente                                                              | Selectie FC Twente: |
| vr. 2 september 2011 Aanvangstijd: 19:30 uur Plaats: Venlo Seacon Stadion - De Koel - Toeschouwers: 500 Scheidsrechter: M. Bos                                | Mauri van de Wetering 87'                                                                        | 0 - 1 0 - 2 1 - 2                         | 49' Anouk Dekker 56' Anouk Dekker                                      | BASISOPSTELLING: Van Veenendaal - Minnaar, Klein Braskamp, Bakker, Van De Putte - Heuver, De Kort, Nick - Van de Sanden, Dekker, Pieëte RESERVEBANK: Roetgering, Worm, Hulshof, Munsterman, Mijnheer, Renfrum WISSELS: 70' Mijnheer Pieëte 75' Hulshof De Kort 80' Roetgering Minnaar                       |
| - Een gele kaart was er voor Maayke Heuver (90'). Tessa Klein Braskamp maakte haar debuut bij FC Twente.                                                      |                                                                                                  |                                           |                                                                        | |
| |                                                                                                  |                                           |                                                                        | |
| 2e speelronde | FC Twente                                                                                        | 1 - 0 (0 - 0)                             | FC Utrecht                                                             | Selectie FC Twente: |
| vr. 9 september 2011 Aanvangstijd: 19:30 uur Plaats: Enschede De Grolsch Veste Toeschouwers: 3.000 Scheidsrechter: P.G.M. Oudijk                              | Marlous Pieëte 66'                                                                               | 1 - 0                                     |                                                                        | BASISOPSTELLING: Van Veenendaal - Minnaar, Klein Braskamp, Bakker, Van De Putte - Heuver, De Kort, Nick - Van de Sanden, Dekker, Pieëte RESERVEBANK: Roetgering, Worm, Hulshof, Munsterman, Mijnheer, Renfrum WISSELS: 46' Mijnheer Van de Sanden 73' Worm De Kort                                          |
| - Gele kaart waren er voor Lorca Van De Putte (27') en Tessa Klein Braskamp (72')                                                                             |                                                                                                  |                                           |                                                                        | |
| |                                                                                                  |                                           |                                                                        | |
| 3e speelronde | FC Zwolle                                                                                        | 0 - 2 (0 - 1)                             | FC Twente                                                              | Selectie FC Twente: |
| vr. 23 september 2011 Aanvangstijd: 19:30 uur Plaats: Zwolle FC Zwolle Stadion Toeschouwers: 500 Scheidsrechter: W. Smit                                      |                                                                                                  | 0 - 1 0 - 2                               | 21' Anouk Dekker 87' Marlous Pieëte                                    | BASISOPSTELLING: Van Veenendaal - Roetgering, Minnaar, Bakker, Worm - Heuver, De Kort, Nick - Van de Sanden, Dekker, Pieëte WISSELS: 72' Mijnheer Van de Sanden 72' Hulshof De Kort |
| |                                                                                                  |                                           |                                                                        | |
| 4e speelronde | FC Twente                                                                                        | 2 - 1 (0 - 1)                             | SC Telstar VVNH                                                        | Selectie FC Twente: |
| di. 11 oktober 2011 Aanvangstijd: 19:30 uur Plaats: Enschede De Grolsch Veste Toeschouwers: 500 Scheidsrechter: A. Meulenkamp                                 | Maayke Heuver (p) 47' Marlous Pieëte 90'                                                         | 0 - 1 1 - 1 2 - 1                         | 9' Priscilla de Vos                                                    | BASISOPSTELLING: Van Veenendaal - Mattern, Klein Braskamp, Bakker, Van De Putte - Nick , Munsterman, Heuver - Pieëte, Dekker, Van de Sanden RESERVEBANK: De Serriere, Minnaar, Worm, Hulshof, De Kort, Mijnheer, Renfrum WISSELS: 46' Minnaar Klein Braskamp 69' Worm Van de Sanden 80' Mijnheer Munsterman |
| - Maayke Heuver kreeg een gele kaart (69') |                                                                                                  |                                           |                                                                        | |
| |                                                                                                  |                                           |                                                                        | |
| 5e speelronde | ADO Den Haag                                                                                     | 3 - 1 (0 - 0)                             | FC Twente                                                              | Selectie FC Twente: |
| vr. 14 oktober 2011 Aanvangstijd: 19:30 uur Plaats: Den Haag Kyocera Stadion Toeschouwers: 1.000 Scheidsrechter: A.P. Westenbroek                             | Jill Wilmot 57' Eshly Bakker 60' Merel van Dongen 82'                                            | 1 - 0 2 - 0 3 - 0 3 - 1                   | 90+2' Joyce Mijnheer                                                   | BASISOPSTELLING: Van Veenendaal - Minnaar, Mattern, Bakker, Van De Putte - Nick , Munsterman, Heuver - Pieëte, Dekker, Van de Sanden WISSELS: 67' De Kort Munsterman 71' Hulshof Minnaar 74' Mijheer Van de Sanden                                                                                          |
| |                                                                                                  |                                           |                                                                        | |
| 6e speelronde | vrij                                                                                             | vrij                                      | vrij                                                                   | |
| |                                                                                                  |                                           |                                                                        | |
| 7e speelronde | FC Twente                                                                                        | 2 - 1 (0 - 0)                             | sc Heerenveen                                                          | Selectie FC Twente: |
| vr. 11 november 2011 Aanvangstijd: 19:30 uur Plaats: Enschede De Grolsch Veste Toeschouwers: 1.500 Scheidsrechter: H. Migchelbrink                            | Marlous Pieëte 51' Anouk Dekker 61'                                                              | 1 - 0 2 - 0 2 - 1                         | 72' Si Shut Hau                                                        | BASISOPSTELLING: Van Veenendaal - Roetgering, Minnaar, Mattern, Van De Putte - Nick , Munsterman, Heuver - Mijheer, Dekker, Pieëte WISSELS: 74' Worm Munsterman 74' Van de Sanden Mijnheer |
| |                                                                                                  |                                           |                                                                        | |
| 8e speelronde | FC Twente                                                                                        | 2 - 0 (0 - 0)                             | VVV-Venlo                                                              | Selectie FC Twente: |
| vr. 2 december 2011 Aanvangstijd: 19:30 uur Plaats: Enschede De Grolsch Veste Toeschouwers: 2.000 Scheidsrechter: W. van Schaik                               | Anouk Dekker 46' Marlous Pieëte 59'                                                              | 1 - 0 2 - 0                               |                                                                        | BASISOPSTELLING: Van Veenendaal - Roetgering, Minnaar, Mattern, Van De Putte - Hulshof, Munsterman, Heuver - Pieëte, Dekker , Worm WISSELS: 79' Bakker Roetgering 79' De Kort Munsterman |
| |                                                                                                  |                                           |                                                                        | |
| 9e speelronde | FC Utrecht                                                                                       | 0 - 2 (0 - 0)                             | FC Twente                                                              | Selectie FC Twente: |
| vr. 9 december 2011 Aanvangstijd: 19:30 uur Plaats: Zeist Sportpark SV Saestum Toeschouwers: 450 Scheidsrechter: A.H. van Drunen                              |                                                                                                  | 0 - 1 0 - 2                               | 53' Kirsten Bakker 60' Lorca Van De Putte                              | BASISOPSTELLING: Van Veenendaal - Minnaar, Mattern, Bakker, Van De Putte - Hulshof, Munsterman, Heuver - Pieëte, Dekker , Worm WISSELS: 61' Van de Sanden Worm 72' De Kort Munsterman |
| |                                                                                                  |                                           |                                                                        | |
| 10e speelronde | FC Twente                                                                                        | 4 - 0 (1 - 0)                             | FC Zwolle                                                              | Selectie FC Twente: |
| di. 24 januari 2012 Aanvangstijd: 19:00 uur Plaats: Enschede De Grolsch Veste Toeschouwers: 200 Scheidsrechter: F.E. ter Brake                                | Shanice van de Sanden 35' Maayke Heuver 69' Ashley Nick 86' Shanice van de Sanden 88'            | 1 - 0 2 - 0 3 - 0 4 - 0                   |                                                                        | BASISOPSTELLING: Van Veenendaal - Minnaar, Mattern, Bakker, Van De Putte - Heuver, Nick, Munsterman - Van de Sanden, Dekker , Pieëte WISSELS: 71' Mijnheer Munsterman 87' Hulshof Nick 87' Renfurm Van De Putte                                                                                             |
| - Doelvrouw Van Veenendaal kreeg in de 89e minuut een rode kaart. Anouk Dekker keepte het restant van de wedstrijd.                                           |                                                                                                  |                                           |                                                                        | |
| |                                                                                                  |                                           |                                                                        | |
| 11e speelronde | SC Telstar VVNH                                                                                  | 2 - 1 (2 - 1)                             | FC Twente                                                              | Selectie FC Twente: |
| vr. 27 januari 2012 Aanvangstijd: 19:30 uur Plaats: Velsen-Zuid TATA Steel Stadion Toeschouwers: 750 Scheidsrechter: E. van Os                                | Claudia van den Heiligenberg 18' Loïs Oudemast 41'                                               | 0 - 1 1 - 1 2 - 1                         | 8' Maayke Heuver                                                       | BASISOPSTELLING: De Seriere - Minnaar, Mattern, Bakker, Van De Putte - Heuver, Nick, Munsterman - Van de Sanden, Dekker , Pieëte WISSELS: 46' De Kort Munsterman 88' Mijnheer Bakker |
| - Dekker kreeg een gele kaart. Doelvrouw De Seriere debuteerde voor FC Twente.                                                                                |                                                                                                  |                                           |                                                                        | |
| |                                                                                                  |                                           |                                                                        | |
| 12e speelronde | FC Twente                                                                                        | 2 - 0 (0 - 0)                             | ADO Den Haag                                                           | Selectie FC Twente: |
| di. 13 maart 2012 Aanvangstijd: 19:30 uur Plaats: Enschede De Grolsch Veste Toeschouwers: 400 Scheidsrechter: J. van Dijk                                     | Maayke Heuver 49' Joyce Mijnheer 90+2'                                                           | 1 - 0 2 - 0                               |                                                                        | BASISOPSTELLING: Van Veenendaal - Minnaar, Mattern, Bakker, Van De Putte - Heuver, Nick, Hulshof - Van de Sanden, Dekker , Pieëte WISSELS: 88' Mijnheer Hulshof |
| - De wedstrijd stond oorspronkelijk vastgesteld voor 3 februari 2012, maar werd afgelast wegens de winterse omstandigheden.                                   |                                                                                                  |                                           |                                                                        | |
| |                                                                                                  |                                           |                                                                        | |
| |                                                                                                  |                                           |                                                                        | |
| 14e speelronde | vrij                                                                                             | vrij                                      | vrij                                                                   | |
| |                                                                                                  |                                           |                                                                        | |
| 15e speelronde | FC Twente                                                                                        | 0 - 0 (0 - 0)                             | sc Heerenveen                                                          | Selectie FC Twente: |
| vr. 23 maart 2012 Aanvangstijd: 19:30 uur Plaats: Enschede De Grolsch Veste Toeschouwers: 1.700 Scheidsrechter: P.G.M. Oudijk                                 |                                                                                                  |                                           |                                                                        | BASISOPSTELLING: Van Veenendaal - Wigger, Mattern, Bakker, Van De Putte - Heuver, Nick, Hulshof - Van de Sanden, Dekker , Pieëte WISSELS: 75' Mijnheer Dekker |
| 13e speelronde | sc Heerenveen                                                                                    | 1 −1 (0 - 0)                              | FC Twente                                                              | Selectie FC Twente: |
| di. 17 april 2012 Aanvangstijd: 19:30 uur Plaats: Heerenveen Sportpark Skoatterwâld Toeschouwers: 250 Scheidsrechter: M. de Lang                              | Marieke de Boer 85'                                                                              | 1 - 0 1 - 1                               | 90+4' Joyce Mijnheer                                                   | BASISOPSTELLING: Van Veenendaal - Roetgering, Worm, Wigger, Van De Putte - Heuver, Nick, Hulshof - Van de Sanden, Dekker , Pieëte WISSELS: 57' Mijnheer Worm 62' Jansen Hulshof 75' De Kort Wigger |
| - De wedstrijd stond oorspronkelijk vastgesteld voor 10 februari 2012, maar werd afgelast wegens de winterse omstandigheden. Roetgering kreeg een gele kaart. |                                                                                                  |                                           |                                                                        | |
| |                                                                                                  |                                           |                                                                        | |
| 16e speelronde | vrij                                                                                             | vrij                                      | vrij                                                                   | |
| |                                                                                                  |                                           |                                                                        | |
| 17e speelronde | VVV-Venlo                                                                                        | 1 - 1                                     | FC Twente                                                              | Selectie FC Twente: |
| vr. 20 april 2012 Aanvangstijd: 19:30 uur Plaats: Venlo Seacon Stadion - De Koel - Toeschouwers: 125 Scheidsrechter: R. Phielix                               | Melissa Evers 78'                                                                                | 1 - 0 1 - 1                               | 85' Anne Bosveld                                                       | BASISOPSTELLING: Van Veenendaal - Roetgering, Klein Braskamp, Van De Putte, Renfurm - Nick, Dekker , Hulshof - Van de Sanden, Pieëte, Mijnheer WISSELS: 46' De Kort Klein Braskamp 69' Bosveld Mijnheer |
| - Van De Putte (78') kreeg een gele kaart. Anne Bosveld debuteerde voor FC Twente.                                                                            |                                                                                                  |                                           |                                                                        | |
| |                                                                                                  |                                           |                                                                        | |
| 18e speelronde | FC Twente                                                                                        | 0 - 3 (0 - 2)                             | FC Utrecht                                                             | Selectie FC Twente: |
| vr. 27 april 2012 Aanvangstijd: 19:30 uur Plaats: Enschede De Grolsch Veste Toeschouwers: 4.000 Scheidsrechter: G.J. Beltman                                  |                                                                                                  | 0 - 1 0 - 2 0 - 3                         | 14' Manon van den Boogaard 38' Manon van den Boogaard 65' Anne Maguire | BASISOPSTELLING: Van Veenendaal - Roetgering, Dekker , Wigger, Renfurm - Nick, Heuver, Hulshof - Van de Sanden, Ellen Jansen, Pieëte WISSELS: 64' Mijnheer Jansen 64' Minnaar Hulshof 69' Klein Braskamp Roetgering                                                                                         |
| |                                                                                                  |                                           |                                                                        | |
| 19e speelronde | FC Zwolle                                                                                        | 4 - 1 (0 - 1)                             | FC Twente                                                              | Selectie FC Twente: |
| do. 3 mei 2012 Aanvangstijd: 19:30 uur Plaats: Zwolle Sportpark Be Quick '28 Toeschouwers: 600 Scheidsrechter: M. de Land                                     | Sylvia Smit 61' Lisanne Vermeulen 73' Sylvia Smit (p) 88' Lisanne Vermeulen (p) 90'              | 0 - 1 1 - 1 2 - 1 3 - 1 4 - 1             | 45' Shanice van de Sanden                                              | BASISOPSTELLING: Van Veenendaal - Roetgering, Dekker , Wigger, Renfurm - Nick, Heuver, Hulshof - Van de Sanden, Jansen, Pieëte WISSELS: 57' Minnaar Renfurm 65' Mijnheer Jansen 85' Klein Braskamp Hulshof                                                                                                  |
| - Nick (88') kreeg een gele kaart. |                                                                                                  |                                           |                                                                        | |
| |                                                                                                  |                                           |                                                                        | |
| 18e speelronde | FC Twente                                                                                        | 4 - 1 (2 - 0)                             | SC Telstar VVNH                                                        | Selectie FC Twente: |
| vr. 11 mei 2012 Aanvangstijd: 19:30 uur Plaats: Enschede De Grolsch Veste Toeschouwers: 3.000 Scheidsrechter: H. Migchelbrink                                 | Ellen Jansen 6' Maayke Heuver (p) 22' Ellen Jansen 54' Maayke Heuver 79'                         | 1 - 0 2 - 0 3 - 0 3 - 1 4 - 1             | 57' Loïs Oudemast                                                      | BASISOPSTELLING: Van Veenendaal - Minnaar, Klein Braskamp, Wigger, Renfurm - Heuver, Dekker , Nick - Van de Sanden, Jansen, Pieëte WISSELS: 69' Mijnheer Van de Sanden 81' Roetgering Minnaar 87' Hulshof Nick                                                                                              |
| - Heuver (43') kreeg een gele kaart. Nick, Mattern en Mijnheer namen afscheid van het thuispubliek. Zij verlieten FC Twente aan het eind van het seizoen.     |                                                                                                  |                                           |                                                                        | |
| |                                                                                                  |                                           |                                                                        | |
| 21e speelronde | ADO Den Haag                                                                                     | 4 - 3 (2 - 0)                             | FC Twente                                                              | Selectie FC Twente: |
| vr. 18 mei 2012 Aanvangstijd: 19:30 uur Plaats: Den Haag Kyocera Stadion Toeschouwers: 1.300 Scheidsrechter: C. Prooi                                         | Jill Wilmott 1' Renate Jansen 6' Marjolijn van den Bighelaar 69' Marjolijn van den Bighelaar 74' | 1 - 0 2 - 0 2 - 1 2 - 2 3 - 2 4 - 2 4 - 3 | 62' Ellen Jansen 65' Ashley Nick 76' Ellen Jansen                      | BASISOPSTELLING: Van Veenendaal - Minnaar, Klein Braskamp, Wigger, Renfurm - Hulshof, Dekker , Nick - Van de Sanden, Jansen, Pieëte WISSELS: 55' Roetgering Hulshof 71' Worm Van de Sanden 81' De Kort Klein Braskamp                                                                                       |
| |                                                                                                  |                                           |                                                                        | |
| |                                                                                                  |                                           |                                                                        | |

### KNVB beker
| achtste finale | The Knickerbockers       | 0 - 5 (0 - 2)                  | FC Twente                                                                               | Selectie FC Twente: |
| za. 18 februari 2012 Aanvangstijd: 14:30 uur Plaats: Groningen TKBello                                                  |                          | 0 - 1 0 - 2 0 - 3 0 - 4 0 - 5  | 36' Marlous Pieëte 44' Anouk Dekker 52' Anouk Dekker 68' Marlous Pieëte 83' Ashley Nick | BASISOPSTELLING: Van Veenendaal - Minnaar, Mattern, Bakker, Renfurm - Nick, Heuver, Hulshof - Van de Sanden, Dekker , Pieëte WISSELS: 46' Roetgering Minnaar 46' Klein Braskamp Mattern 60' De Kort Dekker       |
| kwartfinale | sc Heerenveen            | 0 - 4 (0 - 1)                  | FC Twente                                                                               | Selectie FC Twente: |
| vr. 16 maart 2012 Aanvangstijd: 19:30 uur Plaats: Heerenveen Sportpark Skoatterwâld                                     |                          | 0 - 1 0 - 2 0 - 3 0 - 4        | 14' Maayke Heuver 55' Marlous Pieëte 84' Joyce Mijnheer 90' Marlous Pieëte              | BASISOPSTELLING: Van Veenendaal - Minnaar, Mattern, Bakker, Lorca Van De Putte - Hulshof, Heuver, Munsterman - Van de Sanden, Dekker , Pieëte WISSELS: Nick Van De Putte Mijnheer Munsterman Worm Heuver         |
| halve finale | VVV-Venlo                | 1 - 1 (1 - 1, 1 - 1)           | FC Twente                                                                               | Selectie FC Twente: |
| ma. 9 april 2012 Aanvangstijd: 14:30 uur Plaats: Venlo Seacon Stadion - De Koel - Toeschouwers: 400 Scheidsrechter: Bos | Daniëlle van de Donk 72' | 0 - 1 1 - 1 VVV w.n.s. (4 - 3) | 50' Marlous Pieëte                                                                      | BASISOPSTELLING: Van Veenendaal - Roetgering, Mattern, Bakker, Wigger - Hulshof, Heuver, Munsterman - Van de Sanden, Dekker , Pieëte WISSELS: 24' Klein Braskamp Mattern 63' Mijnheer Munsterman 73' Nick Heuver |
| - Dekker kreeg een gele kaart. Klein Braskamp en Bakker misten namens FC Twente hun strafschop.                         |                          |                                |                                                                                         | |

### Champions League
| 1e ronde | FC Twente                            | 0 – 2 (0 – 0) | WFC Rossiyanka                                             | Selectie FC Twente: |
| wo. 28 september 2011 Aanvangstijd: 19:00 uur Plaats: Deventer De Adelaarshorst Toeschouwers: 3.000 Scheidsrechter: Carina Vitulano (ITA)     |                                      | 0 – 1 0 – 2   | 85' Christine Rozeira De Souza Silva 90+5' Sofia Jakobsson | BASISOPSTELLING: Van Veenendaal - Roetgering, Minnaar, Bakker, Van De Putte - Heuver, Munsterman, Nick - Worm, Dekker, Pieëte RESERVEBANK: De Seriere, Mattern, Klein Braskamp, Hulshof, De Kort, Mijnheer, Van de Sanden WISSELS: 46' Mattern Bakker 46' Hulshof Munsterman 76' Klein Braskamp Roetgering |
| - Een gele kaart was er voor Félicienne Minnaar (38'). Blakely Mattern maakte haar debuut bij FC Twente.                                      |                                      |               |                                                            | |
| |                                      |               |                                                            | |
| 1e ronde | WFC Rossiyanka                       | 1 – 0 (0 – 0) | FC Twente                                                  | Selectie FC Twente: |
| do. 6 oktober 2011 Aanvangstijd: 14:00 uur Plaats: Krasnoarmeysk Rossijanka Stadion Toeschouwers: 1.500 Scheidsrechter: Kirsi Heikkinen (FIN) | Christine Rozeira De Souza Silva 87' | 1 – 0         |                                                            | BASISOPSTELLING: Van Veenendaal - Roetgering, Minnaar, Mattern, Van De Putte - Heuver, Munsterman, Nick - Van de Sanden, Dekker, Pieëte RESERVEBANK: De Seriere, Bakker, Worm, Klein Braskamp, Hulshof, De Kort, Mijnheer WISSELS: 83' De Kort Van de Sanden                                               |
| - Gele kaarten waren er voor Lorca Van De Putte (49') en Maayke Heuver (81'). Door de nederlaag is FC Twente uitgeschakeld in Europa.         |                                      |               |                                                            | |
| |                                      |               |                                                            | |
| |                                      |               |                                                            | |

## Statistieken

### Algemeen
| Omschrijving                  | Kader      | Uitkomst                                    |
| ----------------------------- | ---------- | ------------------------------------------- |
| Grootste overwinning          | Competitie | FC Zwolle thuis (4-0)                       |
| Grootste overwinning          | Beker      | The Knickerbockers uit (0-5)                |
| Grootste overwinning          | Europa     | n.v.t.                                      |
| Grootste nederlaag            | Competitie | FC Utrecht thuis (0-3), FC Zwolle uit (4-1) |
| Grootste nederlaag            | Beker      | n.v.t.                                      |
| Grootste nederlaag            | Europa     | WFC Rossiyanka thuis (0-2)                  |
| Meest doelpuntrijke wedstrijd | Competitie | ADO Den Haag uit (4-3 verlies)              |
| Meest doelpuntrijke wedstrijd | Beker      | The Knickerbockers winst (0-5)              |
| Meest doelpuntrijke wedstrijd | Europa     | WFC Rossiyanka thuis (0-2 verlies)          |

### Topscorers

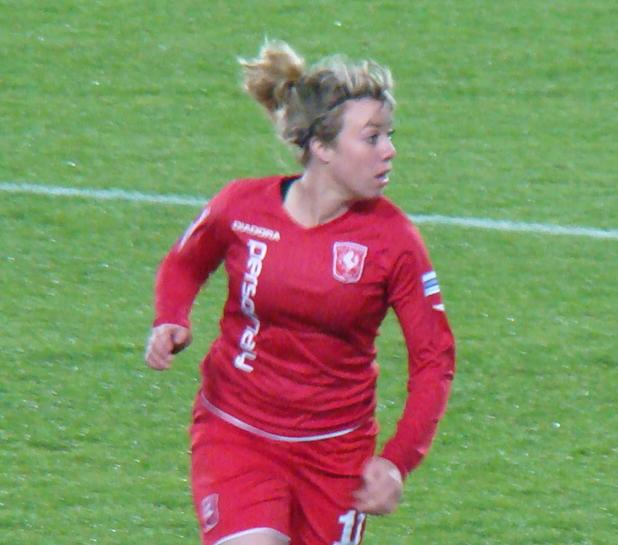
Topscorer Marlous Pieëte.

| #      | Naam                  | Nationaal | Nationaal | Nationaal | Nationaal | EU | Tot. |
| #      | Naam                  | ED        | B         | SC        | Subt.     | CL | Tot. |
| ------ | --------------------- | --------- | --------- | --------- | --------- | -- | ---- |
| 1      | Marlous Pieëte        | 5         | 5         | 0         | 10        | 0  | 10   |
| 2      | Anouk Dekker          | 5         | 2         | 0         | 7         | 0  | 7    |
| 2      | Maayke Heuver         | 6         | 1         | 0         | 7         | 0  | 7    |
| 4      | Ellen Jansen          | 4         | 0         | 0         | 4         | 0  | 4    |
| 4      | Joyce Mijnheer        | 3         | 1         | 0         | 4         | 0  | 4    |
| 4      | Ashley Nick           | 2         | 1         | 1         | 4         | 0  | 4    |
| 7      | Shanice van de Sanden | 3         | 0         | 0         | 3         | 0  | 3    |
| 8      | Kirsten Bakker        | 1         | 0         | 0         | 1         | 0  | 1    |
| 8      | Anne Bosveld          | 1         | 0         | 0         | 1         | 0  | 1    |
| 8      | Lorca Van De Putte    | 1         | 0         | 0         | 1         | 0  | 1    |
| Totaal | Totaal                | 31        | 10        | 1         | 42        | 0  | 42   |

### Assists

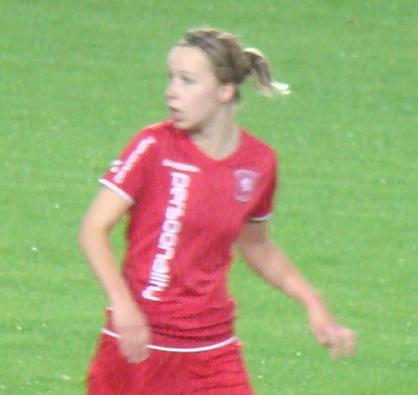
Aangever Maayke Heuver.

| #      | Naam                  | Nationaal | Nationaal | Nationaal | Nationaal | EU | Tot. |
| #      | Naam                  | ED        | B         | SC        | Subt.     | CL | Tot. |
| ------ | --------------------- | --------- | --------- | --------- | --------- | -- | ---- |
| 1      | Maayke Heuver         | 4         | 1         | 1         | 5         | 0  | 6    |
| 2      | Shanice van de Sanden | 3         | 1         | 0         | 4         | 0  | 4    |
| 3      | Anouk Dekker          | 2         | 0         | 0         | 2         | 0  | 2    |
| 3      | Marthe Munsterman     | 2         | 0         | 0         | 2         | 0  | 2    |
| 3      | Marlous Pieëte        | 2         | 0         | 0         | 2         | 0  | 2    |
| 3      | Tashira Renfurm       | 0         | 2         | 0         | 2         | 0  | 2    |
| 7      | Kirsten Bakker        | 1         | 0         | 0         | 1         | 0  | 1    |
| 7      | Marloes Hulshof       | 1         | 0         | 0         | 1         | 0  | 1    |
| 7      | Ellen Jansen          | 1         | 0         | 0         | 1         | 0  | 1    |
| 7      | Tessa Klein Braskamp  | 0         | 1         | 0         | 1         | 0  | 1    |
| 7      | Joyce Mijnheer        | 1         | 0         | 0         | 1         | 0  | 1    |
| 7      | Sari van Veenendaal   | 1         | 0         | 0         | 1         | 0  | 1    |
| Totaal | Totaal                | 18        | 4         | 1         | 23        | 0  | 23   |

### Gele kaarten

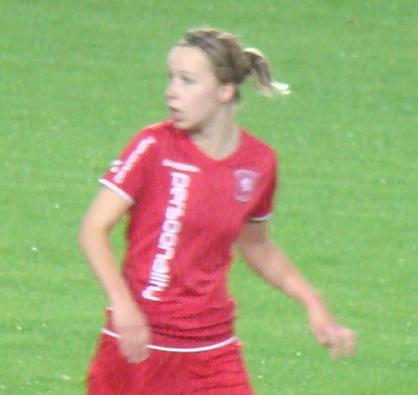
Heuver kreeg ook de meeste gele kaarten.

| #      | Naam                 | Nationaal | Nationaal | Nationaal | Nationaal | EU | Tot. |
| #      | Naam                 | ED        | B         | SC        | Subt.     | CL | Tot. |
| ------ | -------------------- | --------- | --------- | --------- | --------- | -- | ---- |
| 1      | Maayke Heuver        | 4         | 0         | 0         | 4         | 1  | 5    |
| 2      | Lorca Van De Putte   | 2         | 0         | 0         | 2         | 1  | 3    |
| 3      | Anouk Dekker         | 1         | 1         | 0         | 2         | 0  | 2    |
| 4      | Tessa Klein Braskamp | 1         | 0         | 0         | 1         | 0  | 1    |
| 4      | Félicienne Minnaar   | 0         | 0         | 0         | 0         | 1  | 1    |
| 4      | Ashley Nick          | 1         | 0         | 0         | 1         | 0  | 1    |
| 4      | Maud Roetgering      | 1         | 0         | 0         | 1         | 0  | 1    |
| Totaal | Totaal               | 10        | 1         | 0         | 11        | 3  | 14   |

### Rode kaarten
| #      | Naam                | Nationaal | Nationaal | Nationaal | Nationaal | EU | Tot. |
| #      | Naam                | ED        | B         | SC        | Subt.     | CL | Tot. |
| ------ | ------------------- | --------- | --------- | --------- | --------- | -- | ---- |
| 1      | Sari van Veenendaal | 1         | 0         | 0         | 1         | 0  | 1    |
| Totaal | Totaal              | 1         | 0         | 0         | 1         | 0  | 1    |

### Strafschoppen
Strafschoppen voor
| #      | Naam          | Competitie | Aantal | Benut |
| ------ | ------------- | ---------- | ------ | ----- |
| 1      | Maayke Heuver | Eredivisie | 2      | 2     |
| 1      | Ashley Nick   | Eredivisie | 1      | 0     |
| Totaal | Totaal        | Totaal     | 3      | 1     |

## Jong FC Twente / ATC '65
Het beloftenelftal ging haar derde seizoen in onder leiding van Arjan Veurink. Nadat hij na een half jaar promotie maakte naar het eerste elftal werd hij opgevolgd door Joost du Gardijn, die tevens het eerste mannenelftal van vv ATC '65 trainde. Dit seizoen kwam het elftal uit in de Topklasse.
In vergelijking met het voorgaande seizoen waren er veel mutaties. Tessa Klein Braskamp maakte de stap naar het eerste elftal. Carmen Bleuming en de zusjes Nijman vertrokken naar FC Zwolle. Leanne Pegge en Astrid van den Broek vertrokken naar FC Berghuizen. Arte Brueren ging studeren in Amerika. Ines Roessink vertrok naar SV Saestum. Carmen Wijnbergen keerde terug naar VV Witkampers en Charlotte Moor stopte. Daartegenover stond de komst van een achttal talenten uit de voetbalacademie. Daarnaast kwamen de zusjes Bosveld over van SML. In de winterstop maakte Tashira Renfurm de overstap naar het eerste elftal.
Selectie seizoen 2011/12:
| Positie         | Spelers |
| --------------- | --- |
| Doelverdediging | Evelien ten Dolle (1995), Esther Stronks (1993)                                                                                       |
| Verdediging     | Suzan Boekelder (1994), Lisa Bosveld (1995), Josien Jansen (1994), Lieke Lambers (1993), Irene Meijer (1995), Lesley te Winkel (1995) |
| Middenveld      | Vera Berends (1995), Linsey te Hennepe (1994), Talisa Oraile (1994)                                                                   |
| Aanval          | Anne Bosveld (1995), Yvette van Daelen (1995), Tashira Renfurm (1993), Judith Westervelt (1994)                                       |

De selectie wordt bij wedstrijden aangevuld met reservespelers van het eerste elftal en spelers uit de voetbalacademie.

### Transfers

#### Aangetrokken
| Nat. | Naam              | Leeft. | Van         | Type         | Periode | Transfersom |
| ---- | ----------------- | ------ | ----------- | ------------ | ------- | ----------- |
| NL   | Irene Meijer      | 16     | Eigen jeugd | Transfervrij | Zomer   | n.v.t.      |
| NL   | Josien Jansen     | 16     | Eigen jeugd | Transfervrij | Zomer   | n.v.t.      |
| NL   | Judith Westervelt | 17     | Eigen jeugd | Transfervrij | Zomer   | n.v.t.      |
| NL   | Lesley te Winkel  | 15     | Eigen jeugd | Transfervrij | Zomer   | n.v.t.      |
| NL   | Tessa Oraile      | 16     | Eigen jeugd | Transfervrij | Zomer   | n.v.t.      |
| NL   | Vera Berends      | 15     | Eigen jeugd | Transfervrij | Zomer   | n.v.t.      |
| NL   | Evelien ten Dolle | 16     | Eigen jeugd | Transfervrij | Zomer   | n.v.t.      |
| NL   | Yvette van Daelen | 15     | Eigen jeugd | Transfervrij | Zomer   | n.v.t.      |
| NL   | Lisa Bosveld      | 15     | SML         | Transfervrij | Zomer   | n.v.t.      |
| NL   | Anne Bosveld      | 15     | SML         | Transfervrij | Zomer   | n.v.t.      |

#### Vertrokken
| Nat. | Naam                 | Leeft. | Naar                 | Type         | Periode | Transfersom |
| ---- | -------------------- | ------ | -------------------- | ------------ | ------- | ----------- |
| NL   | Tessa Klein Braskamp | 17     | Eerste elftal        | Transfervrij | Zomer   | n.v.t.      |
| NL   | Carmen Bleuming      | 21     | FC Zwolle            | Transfervrij | Zomer   | n.v.t.      |
| NL   | Marèse Nijman        | 18     | FC Zwolle            | Transfervrij | Zomer   | n.v.t.      |
| NL   | Nathalja Nijman      | 18     | FC Zwolle            | Transfervrij | Zomer   | n.v.t.      |
| NL   | Leanne Pegge         | 18     | FC Berghuizen        | Transfervrij | Zomer   | n.v.t.      |
| NL   | Astrid van den Broek | 18     | FC Berghuizen        | Transfervrij | Zomer   | n.v.t.      |
| NL   | Arte Brueren         | 18     | College team Amerika | Transfervrij | Zomer   | n.v.t.      |
| NL   | Ines Roessink        | 18     | SV Saestum           | Transfervrij | Zomer   | n.v.t.      |
| NL   | Carmen Wijnbergen    | 17     | VV Witkampers        | Transfervrij | Zomer   | n.v.t.      |
| NL   | Charlotte Moor       | 18     | Gestopt              | Transfervrij | Zomer   | n.v.t.      |
| NL   | Tashira Renfurm      | 18     | Eerste elftal        | Transfervrij | Winter  | n.v.t.      |